# Septentrinna paradoxa
Septentrinna paradoxa là một loài nhện trong họ Corinnidae.
Loài này thuộc chi Septentrinna. Septentrinna paradoxa được Frederick Octavius Pickard-Cambridge miêu tả năm 1899.